# Даунивил (Калифорнија)
Даунивил (енгл. Downieville) насељено је место без административног статуса у америчкој савезној држави Калифорнија.

## Демографија
По попису из 2010. године број становника је 282.
| Група             | 2000.    | 2010.       |
| Белци             | 0 (0,0%) | 258 (91,5%) |
| Афроамериканци    | 0 (0,0%) | 0 (0,0%)    |
| Азијати           | 0 (0,0%) | 2 (0,7%)    |
| Хиспаноамериканци | 0 (0,0%) | 12 (4,3%)   |
| Укупно            | 0        | 282         |